# 新空房禁地
《新空房禁地》（英語：Braindead，北美稱）是1992年一部喜剧喪屍片，导演为彼得·杰克逊。
本片是彼得·杰克逊早期的一部出色作品。因其场景血腥，常被称为“最血腥的惊悚片”。
此片在影評界與觀眾口碑上都獲得一致好評，拿下當年紐西蘭奧斯卡獎最佳影片、導演、男主角、劇本及場景設計等5獎，並獲得多個國際科幻恐怖影展最佳影片獎。

## 情节
几名偷猎者在印度尼西亚的苏门答腊岛捕获变异鼠猴，将其贩卖给新西兰一家动物园。而在这家动物园所在的城市，一位受到母亲过分管制的年轻人莱昂内尔·科斯格罗夫与一位杂货店女店员巴吉塔·玛丽亚·桑切斯坠入爱河，但却遭到其母亲的反对。一次两个年轻人在动物园偷偷约会，莱昂内尔的母亲为了监视两人的一举一动而跟踪两人，却一不小心被鼠猴咬到。本以为这只是皮肉之伤，却不知凡是被咬到的人都会尸变成活死人，而且被活死人咬到的人同样也会变为其同类。为了隐瞒这件事莱昂内尔把僵尸都藏在房子养了起来。莱昂内尔的母亲死后，其叔父觊觎他们家的房产并且发现了他的秘密，因此勒索莱昂内尔把房子让给他。其叔父为了庆贺，在家中开了场舞会，没想到僵尸从地下室跑了出来，把参加舞会的人全变成了僵尸。最后，忍无可忍的莱昂内尔举起了割草机……

## 演员
- Tim Balme 饰 莱昂内尔·科斯格罗夫
- Diana Peñalver 饰 巴吉塔·玛丽亚·桑切斯
- Elizabeth Moody 饰 莱昂内尔·科斯格罗夫的母亲维拉·科斯格罗夫
- Ian Watkin 饰 莱叔父
- Brenda Kendall 饰 麦克塔维什护士
- Stuart Devenie 饰 麦克格鲁德神父
- Jed Brophy 饰 沃伊德
- Stephen Papps 饰 僵尸麦克格鲁德
- Murray Keane 饰 Scroat
- Glenis Levestam 饰 娜拉·马西森
- Lewis Rowe 饰 马西森先生
- Elizabeth Mulfaxe 饰 丽塔
- Harry Sinclair 饰 罗杰
- Davina Whitehouse 饰 巴吉塔的祖母
- Silvio Famularo 饰 巴吉塔的父亲
- Daniel Sabic 饰 僵尸婴儿
- Bill Ralston 饰 动物园工作人员斯图尔特